# Patu-iki
Patu-iki o Patuiki è il titolo attribuito al re di Niue, un'isola dell'oceano Pacifico, stato in libera associazione con la Nuova Zelanda dal 1974.
L'isola si organizzò sotto forma di regno all'inizio del Settecento, probabilmente traendo ispirazione dalle vicine isole Samoa e Tonga. Il regno durò sino all'inizio del Novecento quando l'isola entrò ad essere protettorato britannico, in seguito sotto giurisdizione della Nuova Zelanda. Durante ques'arco temporale di circa due secoli si sono susseguiti otto patu-iki, con alcuni periodi di interregnum con titolo vacante. Il primo fu Puni-mata, l'ultimo Togia-Pulu-toaki ma il più famoso fu senz'altro Fata-a-iki, il settimo.
Il titolo non era ereditario ma il re veniva scelto in una pubblica elezione dai capifamiglia dei villaggi e in diverse occasioni si sono avuti scontri a seguito di queste decisioni.